# دشت کولوندا
دشت کولوندا (به لاتین: Kulunda Steppe) یک دشت در روسیه و قزاقستان است که در دشت سیبری غربی واقع شده‌است.